# Lista de finais juvenis sub-14 do Torneio de Wimbledon
Esta é a lista de finais para juvenis sub-14 do Torneio de Wimbledon em simples masculino e feminino.

## Por ano

### Simples

#### Masculinas
| Ano  | Campeão            | Vice-campeão           | Resultado |
| ---- | ------------------ | ---------------------- | --------- |
| 2024 | Takahiro Kawaguchi | Jordan Lee             | 6–2, 6–2  |
| 2023 | Mark Ceban         | Svit Suljić            | 7–65, 6–3 |
| 2022 | Cho Se-hyuk        | Carel Aubriel Ngounoue | 7–65, 6–3 |

#### Femininas
| Ano  | Campeã            | Vice-campeã         | Resultado        |
| ---- | ----------------- | ------------------- | ---------------- |
| 2024 | Jana Kovačková    | Keisija Bērziņa     | 5–7, 6–3, [10–2] |
| 2023 | Luna Vujović      | Hollie Smart        | 6–3, 6–1         |
| 2022 | Alexia Ioana Tatu | Andreea Diana Soare | 7–62, 6–4        |